# Markus Riederer
Markus Riederer (* 2. Mai 1956 in Landshut) ist ein deutscher Botaniker, der sich vor allem mit der Biologie pflanzlicher Oberflächen beschäftigt.

## Leben
Riederer studierte Biologie an der Technischen Universität München und der Ludwig-Maximilians-Universität München.
1984 wurde er an der TU München zum Dr. rer. nat. promoviert, 1990 folgte die Habilitation. Von 1992 bis 1994 war er Professor für Physiologische Ökologie an der Universität Kaiserslautern. Seit 1994 ist er Professor der Botanik an der Julius-Maximilians-Universität Würzburg und Direktor des Botanischen Gartens der Universität Würzburg. Von 1999 bis 2003 war er Fachgutachter der Deutschen Forschungsgemeinschaft. Von 2001 bis 2011 war er Sprecher des Sonderforschungsbereichs 567 „Mechanismen der interspezifischen Interaktion von Organismen“. Von 2006 bis 2009 war er Gründungskoordinator und danach Direktor der aus der Exzellenzinitiative des Bundes und der Länder geförderten Graduate School of Life Sciences an der Universität Würzburg. Seit Oktober 2020 ist Riederer im Ruhestand, ist aber im Rahmen einer Seniorprofessur weiterhin am Lehrstuhl für Botanik II tätig.
Er ist Mitglied der Bayerischen Akademie der Wissenschaften (seit 2005) und seit 2004 der Deutschen Akademie der Naturforscher Leopoldina. 1985 erhielt er den Heinz Maier-Leibnitz-Preis und 1999 den Preis der Berlin-Brandenburgischen Akademie der Wissenschaften. 2011 wurde er mit dem Verdienstkreuz am Bande der Bundesrepublik Deutschland ausgezeichnet. 2021 verlieh ihm die Universität Würzburg die Julius-Maximilians-Verdienstmedaille.

## Wissenschaftliche Tätigkeit
Markus Riederer erforscht die Biologie pflanzlicher Oberflächen vor allem hinsichtlich der Wechselwirkungen der Pflanzen mit ihrer abiotischen und biotischen Umwelt. Oberirdische pflanzliche Grenzflächen werden von einer Kutikula bedeckt.
Besondere Forschungsschwerpunkte sind:
- Chemische Zusammensetzung und molekulare Struktur der kutikulären Transportbarriere;
- Genetik und Biosynthese kutikulärer Wachse der Pflanzen;
- Aufnahme und Akkumulation von organischen Umweltchemikalien über pflanzliche Grenzflächen;
- Ökophysiologie der kutikulären Transpiration;
- Mechanismen und Optimierung der Aufnahme von Pflanzenschutzmitteln in die oberirdischen Organe der Pflanzen;
- Chemische Wechselwirkungen zwischen Pflanzenoberflächen und Insekten und Pilzen.
- Mikrobielle Konsortien auf Blattoberfläche.

## Tätigkeit auf dem Gebiet der Bildung für nachhaltige Entwicklung
Seit 2020 ist Markus Riederer als Seniorprofessor am Nachhaltigkeitslabor (WueLAB) der Universität Würzburg tätig und ist dort als Beauftragter für Hochschulbildung für nachhaltige Entwicklung für das Handlungsfeld Studium und Lehre zuständig.